# Vandspir
Vandspir (Hippuris vulgaris) eller Hestehale er en 20-80 cm høj vand- eller sumpplante, der vokser i vandhuller, søer, vandløb og fjorde. Den er velegnet til havedamme.

## Beskrivelse
Vandspir er en flerårig, urteagtig plante med en opret eller opstigende og med tiden fladedækkende vækstform. Stænglen er rund, svagt furet og ofte rødligt anløbet forneden. Den bærer kranse med 8-12 blade i hver. Bladene er ustilkede, linjeformede og helrandede. Undervandsblade er båndformede og mange gange længere end dem oppe i fri luft. Blomstringen foregår i juni-august, hvor man finder blomsterne i de øverste bladhjørner. De er uregelmæssige og så stærkt reducerede, at de udelukkende består af én støvdrager og én griffel. Frugterne er nødder.
Rodsystemet består af en vandret krybende jordstængel og et stort antal trævlerødder.
Højde x bredde og årlig tilvækst: 0,75 x 0,10 m (75 x 10 cm/år), heri ikke medregnet skud fra aflæggere.

## Hjemsted
Vandspir hører hjemme i Mellemøsten, Nordamerika (inklusive Grønland), Chile og Europa (inklusive Svalbard og Jan Mayen). Den er knyttet til lysåbne eller let skyggede og fladvandede steder, hvor den spredes både ved frø og ved sine jordstængler, der kryber frem gennem bundlaget. Man finder den i damme, småsøer, fjorde og langsomt strømmende vandløb.
I Danmark er Vandspir temmelig almindelig i det meste af landet.
I vandhuller ved Kangerlussuaq i det sydlige Vestgrønland findes arten sammen med bl.a. bukkeblad, fjeld-pindsvineknop, krybende ranunkel, nåle-sumpstrå, rust-vandaks, sylblad og trådvandaks.

## Anvendelse
Vandspir er en vandplante, som er særdeles velegnet til havedamme i alle størrelser. Planten gror på dybder fra 0-100 cm, hvilket giver den en enorm fordel i forhold til andre mere krævende eller sarte undervandsplanter. Vandspir fungerer som en vandrensende og iltgivende plante, og den kan sammenlignes med alm. vandpest og tornfrøet hornblad. Når den skal plantes i havedammen, kan vigtigheden ved at bruge trådkurve ikke understreges nok, idet den ligesom vandpest har tendenser til at dominere andre planter ved sin voldsomme spredning.
| Portal | Portal:Botanik |

## Fodnote
1. ↑  Margit Vöge: Ecological studies on water plants of 14 sites around Kangerlussuaq, southern West Greenland (Webside ikke længere tilgængelig) (engelsk)